# 狄更斯 (德克薩斯州)
狄更斯（英語：Dickens）是一個位於美國德克薩斯州狄更斯縣的城市。根據2010年美國人口普查，該地共人口286人，而該地的面積約為2.50平方千米。同時該地也是狄更斯縣的縣治。

## 地理
狄更斯的座標為33°37′17″N 110°50′06″W / 33.62139°N 110.83500°W，而該地的平均海拔高度為776米（即2546英尺）。